# Луїс Родрігес
Луїс Родрігес (ісп. Luis Rodríguez, повне ім'я Luis Rodríguez Salazar, нар. 1948) — іспанський продюсер, аранжувальник, музикант і звукоінженер, найбільш відомий своєю роботою як співпродюсер гурту Modern Talking. З 1984 до 2001 року він також брав участь як аранжувальник пісень та музичного співпродюсера багатьох проектів Дітера Болена, наприклад, виступів співачки C. C. Catch та колективу Blue System. 

## Біографія
Родрігес розпочав свою музичну кар'єру в середині 1970-х років як співак. Він продюсував таких виконавців, як CC Catch, Blue System, Кріс Норман (раніше Smokie), Бонні Тайлер та інших. У 1990-х роках Луїс Родрігес працював над численними проектами, такими як Baccara, Майк Марін, Chicano, T. Ark, Sweet Connection, Les McKeown (ex-Bay City Rollers), Errol Brown (ex-Hot Chocolate), David Tavaré та іншими. Великого успіху як музичного продюсера він досяг у роботі з групою Fun Factory.
Завдяки вокалу своєї дружини Ліани Росс, Родрігес випустив кілька танцювальних проектів, таких як Creative Connection, Josy, Lian Ross, Jobel, Dana Harris та інші.
В даний час Родрігес працює з 2 Ibiza та Давидом Таваре, пісні яких стали хітами №1 в Іспанії.